# نورشهرول إدلان
نور شهرول إدلان تالاها (8 يونيو 1986 في ماليزيا - ) هو لاعب كرة قدم ماليزي في مركز الوسط. شارك مع منتخب ماليزيا تحت 23 سنة لكرة القدم ومنتخب ماليزيا لكرة القدم. أما مع النوادي، فقد لعب مع نادي ترغكانو ونادي جوهر دار التعظيم ونادي كلنتن وPerak F.C. ‏ ونادي القوات المسلحة ‏ وUPB-MyTeam F.C. ‏ ونيجري سمبيلان ‏ وهاريماو مودا أ.

## روابط خارجية
- نورشهرول إدلان على موقع قاعدة بيانات كرة القدم.إي يو (الإنجليزية)
- نورشهرول إدلان على موقع ناشيونال فوتبول تيمز (الإنجليزية)
- نورشهرول إدلان على موقع Soccerway.com (الإنجليزية)
- نورشهرول إدلان على موقع عالم كرة القدم.نت (الإنجليزية)